# Pfarrkirche Miesenbach bei Birkfeld

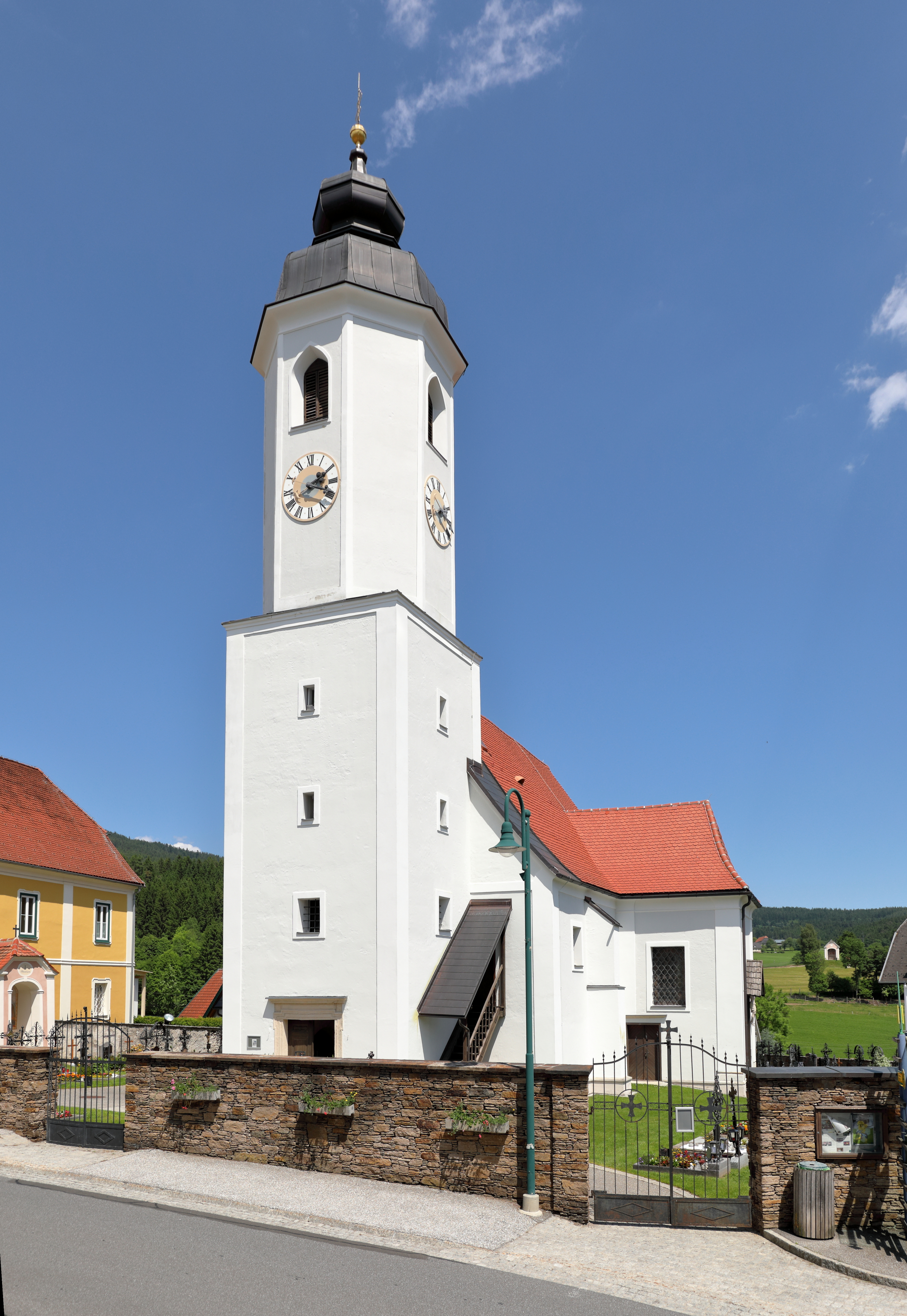
Katholische Pfarrkirche hl. Kunigunde in Miesenbach bei Birkfeld

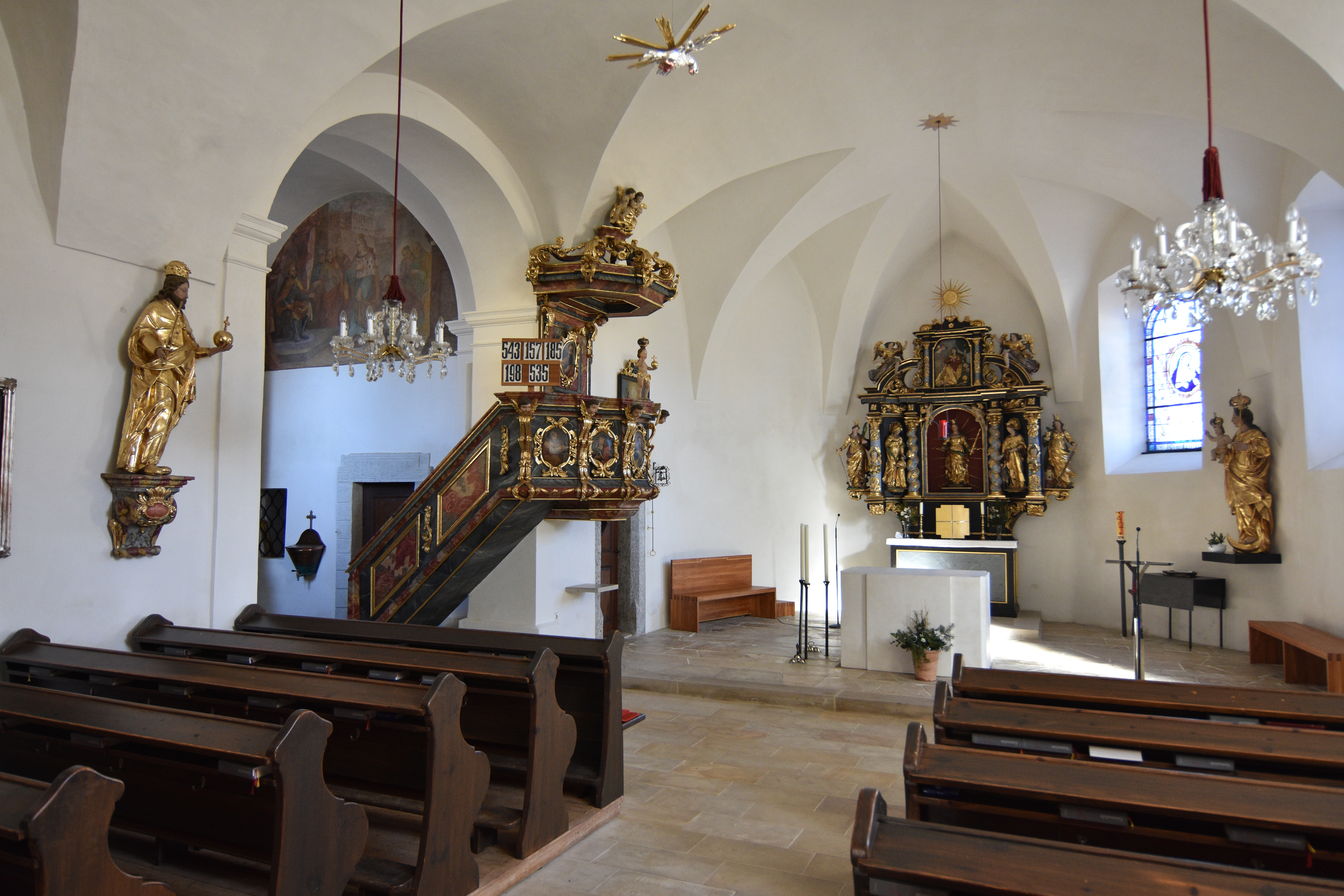
Langhaus, Blick zum Chor

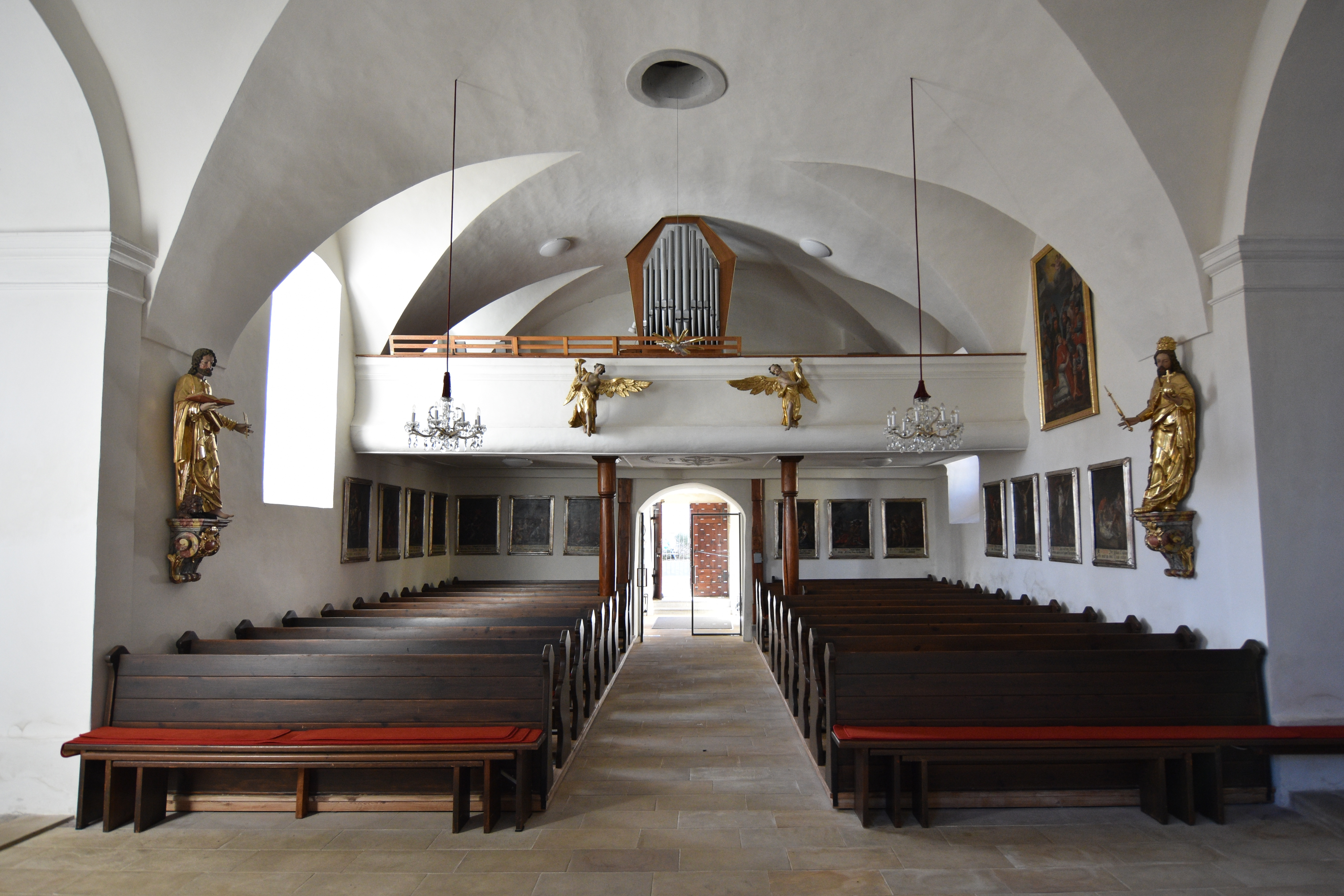
Langhaus, Blick zur Orgelempore

Die Pfarrkirche Miesenbach steht in einem Kirchweiler in der Gemeinde Miesenbach bei Birkfeld im Bezirk Weiz in der Steiermark. Die dem Patrozinium hl. Kunigunde von Luxemburg unterstellte römisch-katholische Pfarrkirche gehört zum Dekanat Birkfeld in der Diözese Graz-Seckau. Die Kirche steht unter Denkmalschutz (Listeneintrag).

## Geschichte
Urkundlich wurde 1416 eine Kirche genannt. Die Kirche war bis 1785 dem Stift Pöllau inkorporiert. Die Kirche wurde 1727 zur Pfarrkirche erhoben.
Der gotische Kirchenbau wurde hochbarock erweitert. 1971 war eine Innenrestaurierung.

## Architektur
Das Kirchenäußere zeigt abgetreppte Strebepfeiler. Der vorgestellte quadratische Westturm geht in ein Achteck über und zeigt spitzbogige Schallfenster. Im Ende des 17. Jahrhunderts wurde zwei Seitenkapellen und eine Sakristei angebaut, eine Orgelempore eingebaut und ein Turmportal eingesetzt.
Das Kircheninnere zeigt ein Langhaus ohne Jocheinteilung unter einer Stichkappentonne. Der gleich breite Chor schließt mit einem Fünfachtelschluss. 

## Ausstattung
Der Hochaltar aus dem dritten Viertel des 17. Jahrhunderts wurde aus der Friedhofskapelle hierher übertragen. Die Altäre in den Kapellen sind aus dem ersten Viertel des 18. Jahrhunderts, die Antependien sind bemalt. Die Kanzel mit Laubbandlwerkdekor entstand um 1720.
Es gibt eine Figurengruppe Mariä Krönung auf Wolken mit den Heiligen Johannes Nepomuk, Michael und Gabriel sowie zwei Leuchterengel.
Eine Glocke nennt Marx Wening 1577. Eine Glocke nennt Jakob Montell 1734.